# (38812) 2000 RL72
2000 RL72 (asteroide 38812) é um asteroide da cintura principal. Possui uma excentricidade de 0.13286060 e uma inclinação de 2.35130º.
Este asteroide foi descoberto no dia 2 de setembro de 2000 por LINEAR em Socorro.